# Solanum nudum
Solanum nudum, conocida como zapata, es una especie de planta que habita en los bosques secos con transición a húmedos. Es fértil durante todo el año.

## Descripción
Es un árbol de hasta 3 m de altura. Hojas alternas, elípticas, de 14-15cm de largo y 7.0 – 7.5cm de ancho, base atenuada, decurrente sobre el pecíolo, ápice acuminado, envés con pelos en las ramificaciones de la vena principal; hojas menores conspicuas, nacen cerca de la inserción de la hoja principal pero en plano diferente, tamaño más pequeño y forma similar. Inflorescencia axilar subumbelada, las partes florales se insertan por debajo del ovario, el cáliz de la flor con 4 lóbulos redondeados, persistentes; 5 pétalos libres de color crema; 4 estambres conniventes; anteras amarillas, cubriendo el estigma. 

## Historia
Nace en el monte, sola, pero no en el monte bravo sino en las zonas donde ya está quebrantado. En panamá (D’Arcy, 1973a) vive al lado de carreteras, en rastrojos, cafetales, valles de ríos y en el bosque húmedo. El género Solanum incluye cerca de 1.400 especies descritas de amplia distribución, la mayoría de América tropical pero algunas de América subtropical y África (D’Arcy, 1973a). En Colombia se ha encontrado esta especie en Antioquia, Boyacá, Cauca, Cundinamarca, Chocó, Magdalena, Nariño y Santander. Es usada en Tumaco (Nariño, Colombia) para el tratamiento de la fiebre. Varios compuestos esteroidales obtenidos de esta planta han mostrado actividad antiplasmodial y bajo potencial tóxico.

## Cultivo
Se deja dónde nace sola. También se puede sembrar una estaca en tierra firme. Crece al sol y prefiere los lugares secos, no encharcados. Al mudar florece, bota hojas, muda 2-3 meses y le vuelven a salir hojas. Se cosecha cuando la planta está más vieja, es mejor y preferible sin floración. Cosecha de tarde y de mañana.

## Etnobotánica
Uso: Paludismo
Formas de uso: (J) Se hierven nueve pares y medio de hojas en media botella de agua, se deja hervir hasta que quede un cuarto, se deja en el sereno y al otro día se coge de mañana y se le echan tres limones, pelándole la corteza al limón para partirlo. Por nueve mañanas, tres dedos en agua. (F) Se hierve un puñado en una taza y cuarto de agua hasta que quede una taza. (LDA, LAV) catorce pares (20g), se machacan y se van estrujando en media o una taza de agua; se deja en el sereno toda la noche; se echa en la mañana en otro de envase tratando de no dejar caer el concho, le echa un limón o una tapa de limón. 
En Tumaco se usa también para dolores de cabeza, escalofrío, hígado inflamado, mal aliento, boca amarga, picazón en el hígado, mordedura de culebra, bazo muy crecido, riñones, presión alta, fogaje (fiebre que esta por dentro), náuseas, descongestionante de la bilis, parásitos del hígado que dan fiebre, vómitos. 

## Taxonomía
Solanum nudum fue descrita por Michel Félix Dunal y publicado en Solanorum generumque affinium synopsis. Seu Solanorum historiae editionis secundae summarium, ad characteres differentiales redactum, seriem naturalem, habitationes stationesque specierum breviter indicans 20. 1816.
Etimología
Solanum: nombre genérico que deriva del vocablo Latino equivalente al Griego στρνχνος (strychnos) para designar el Solanum nigrum (la "Hierba mora") —y probablemente otras especies del género, incluida la berenjena —, ya empleado por Plinio el Viejo en su Historia naturalis (21, 177 y 27, 132) y, antes, por Aulus Cornelius Celsus en De Re Medica (II, 33). Podría ser relacionado con el Latín sol. -is, "el sol", debido a que la planta sería propia de sitios algo soleados.
nudum: epíteto latino que significa "desnudo".
Sinonimia
- Solanum anonaefolium Dunal
- Solanum antillarum O.E. Schulz
- Solanum micranthum Willd. ex Roem. & Schult.
- Solanum nudum var. micranthum (Willd. ex Roem. & Schult.) Hassl.
- Solanum parcebarbatum Bitter
- Solanum parcebarbatum var. minorfrons Bitter
- Solanum supranitidum Bitter
- Solanum tovarense Bitter[6]

## Nombres comunes
- Zapata, Zapatico, Saúco de montaña, Matatonto (Boyacá), Pepito (Cundinamarca), Cucubo Liso (Anolaima, Cundinamarca), Intermestizo (Cachipay, Cundinamarca), Saúco (Itsmina, Chocó)